# Tenente di squadriglia

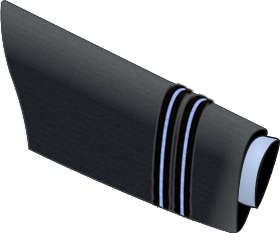
Dinstintivo di grado per paramano

Tenente di squadriglia è stato un grado della Regia Aeronautica mutuato da quello di della Royal Air Force detto flight lieutenant (codice NATO: OF-2) ma non esattamente corrispondente a causa della diversa struttura gerarchica. 
Ripreso anche da molte nazioni del Commonwealth e da quelli da una forte influenza britannica, collocato gerarchicamente al di sopra del flying officer (sottotenente di squadriglia) e al di sotto dello squadron leader (comandante di squadriglia), è corrispettivo a quello di captain (capitano) del British Army e del Corpo dei Royal Marines, nonché del grado di capitano di corvetta della Royal Navy, è oggi equivalente a quello di capitano nell'Aeronautica Militare Italiana; lo stesso dicasi per la maggior parte delle forze armate mondiali (esercito e aeronautica o fanteria di marina).

## Commonwealth
Il grado di flight lieutenant, abbreviato come Flt Lt nella RAF e IAF, in  FLTLT nella RAAF e nella RNZAF e precedentemente a volte in F/L in tutte queste forze aeree) oltre che nella Royal Air Force è usato nelle aeronautiche militari di molti paesi del Commonwealth o di quelli che comunque hanno avuto una forte influenza storica britannica, quali Australia, Bangladesh, Egitto, Ghana, India, Malesia, Namibia, Nigeria, Nuova Zelanda, Oman, Pakistan, Sri Lanka e Zimbabwe. 

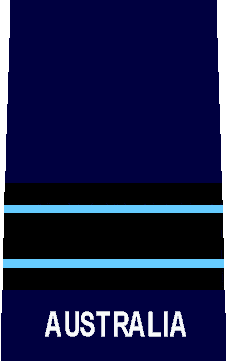
RAAF (Australia)
Bangladesh Air Force
Indian Air Force
Pakistan Air Force
RNZAF (Nuova Zelanda)

## Canada
La Royal Canadian Air Force nonostante il Canada faccia parte del Commonwealth ha utilizzato il grado di Flight Lieutenant fino all'unificazione delle forze armate del 1968, quando l'aeronautica adottò il sistema di gradi dell'esercito sostituendo la denominazione del grado di capo squadrone con quella di capitano. In precedenza la denominazione del grado era Flight Lieutenant in inglese e Capitaine d'aviation in francese.

## Grecia
Nella Polemikí Aeroporía, l'aeronautica militare il grado è Tenente pilota (greco: Σμηναγός; traslitterato: Sminagós) letteralmente capitano di aviazione.

## Regno d'Italia

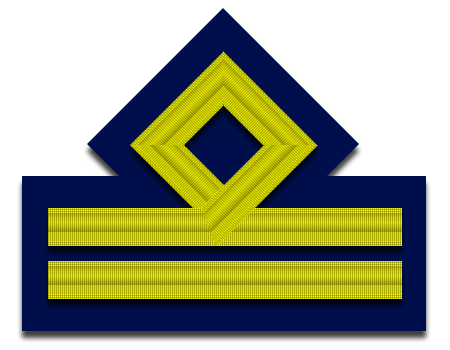
Distintivo di grado da tenente di squadriglia della Regia Aeronautica

Il grado di tenente di squadriglia, equiparato a tenente e a sottotenente di vascello, fu presente con tale denominazione anche nella Regia Aeronautica dall’atto della sua costituzione, il 28 marzo 1923, fino al maggio 1925, quando fu introdotto un nuovo ordinamento. Esso era superiore a quello di sottotenente di squadriglia a sua volta parificato a sottotenente e a guardiamarina e inferiore a quello di comandante di squadriglia, pari a capitano e a tenente di vascello. Con la riforma dell'ordinamento del ’25 passò ad essere denominato semplicemente tenente.